# 香港民主自治黨

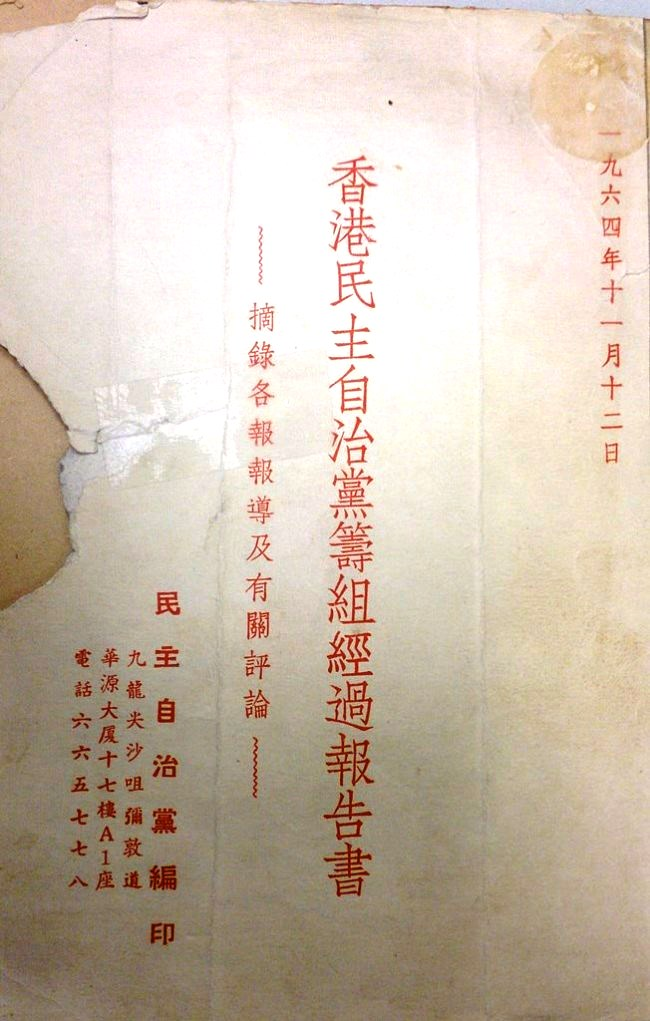
香港民主自治黨籌組經過報告書

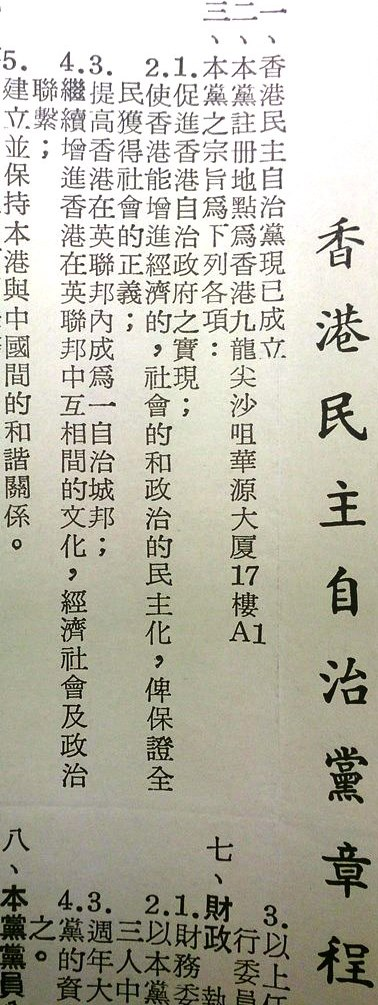
香港民主自治黨宗旨

香港民主自治黨（英語：Hong Kong Democratic Self-Government Party）是由香港企業家與社會運動參與者馬文輝在聯合國香港協會會員的基礎上於1963年與律師鄧漢齊、張六師、前中華民國國軍將領與中國民主社會黨創始人之一孫寶剛、前香港公務員史潔頓（G. S. Kennedy-Skipton）、加士（P.A. Gass）、教師曾健士（K. Hopkin-Jenkins）等多名華洋人士建立了香港歷史第一個以政黨命名的政治組織，成功註冊為香港合法社團。

## 背景與主張
香港民主自治黨以反殖民化、反中共立場為基礎，以「促進香港自治政府之實現；使香港能增進經濟、社會、和政治的民主化，俾保證全民獲得社會的正義；提高香港在英聯邦內成為一自治城邦」為宗旨，其綱領包括國防外交權歸英國，並由英國駐軍防衛香港，香港人民民有、民治、民享其他各項權限，香港內政事務由在香港民選立法議會大選中獲得多數勝利的政黨組成內閣制政府決定，虛位的香港總督應由女王諮詢香港各內閣部長後委任香港人擔任。香港民主自治黨不認同中共的恐怖主義政治，明指英國殖民主義及中共共產主義皆為不平等的暴力制度，民主自治可以對抗中國赤化香港、維持國際現狀地位，惟有一個民主自治城邦才能改善貧富懸殊與不公，是走出香港本位政治立場、本土主義政治道路的時代先驅。
聯合國成立後全球各地風起雲湧的反殖民浪潮及活躍的社會運動為香港的自治運動帶來極大鼓舞。世界各殖民地紛紛自決獨立，陸續獨立的巴基斯坦和印度（1947）、緬甸與錫蘭（1948）、以色列（1948）、馬來亞（1957）、賽普勒斯（1960）、馬爾他（1964）、新加坡（1959/63/65）等地都成了以馬文輝為首的自治獨立派之參照範例。香港民主自治黨以馬耳他島脫離英國獨立為例子，指香港人口雖多馬耳他十二倍以上，自治程度卻落後馬耳他極遠。馬文輝相信「可以用說理方法來達到我們的理想，如甘地之於印度，便是這樣成功的先例」。
馬文輝曾發起「壹圓運動」募款支持擔任聯合國香港協會副主席的市政局議員葉錫恩於1966年赴英國促請英政府改革司法制度、解決財閥壟斷、開放立法局民選議席等問題。她以英國女王伊麗莎白二世的國會演說中「協助餘下殖民地的人民達至獨立或其自由選擇的主權地位」要求英國政府遵守承諾，給予香港自治。